# BM 365
A Bandić Milan 365 - Munka és Szolidaritás Párt, vagy csak röviden BM 365 (horvátul Bandić Milan 365 - Stranka rada i solidarnosti) egy horvát politikai párt, melynek elnöke (és egyben a párt névadója) Bandić Milan zágrábi polgármester. 2015-ben egy tizenhárompárti koalíció részeként került be a parlamentbe. A mandátumok közül két mandátum volt a BM 365-é. 

## Választási eredmények
| Választások | Szavazatok száma | Szavazatok aránya | Mandátumok száma | Státusz       |
| ----------- | ---------------- | ----------------- | ---------------- | ------------- |
| 2015        | 74 301           | 3,32%             | 2                | Ellenzék1     |
| 2016        | 76 054           | 4,04%             | 1                | Ellenzék1     |
| 2020        | 9897             | 0,59%             | 0                | nem jutott be |

1 kívülről támogatják a kormányt